# Monts du Toura
Les monts du Toura sont une chaîne de montagnes culminant à plus de 1 300 mètres d'altitude, s'étendant dans l'Ouest de la Côte d'Ivoire, du fleuve Sassandra à la frontière avec la Guinée.
Le parc national du Mont Sangbé, couvrant une superficie de 95 000 ha (950 km2) au nord de Man et à l'ouest du Sassandra, entre Biankouma et Touba, est entièrement situé dans les monts du Toura (dont 14 sommets de plus de 1 000 m). Le parc est une savane boisée très densément végétalisée avec d'espèces d'animaux sauvages d'éléphants, de buffles, de phacochères, d'antilopes et de singes.
Les autres aires protégées comprennent les réserves forestières de la Guéoule et du Mont Glo.